# Jervis Bay Village
Jervis Bay Village es un pueblo en el Territorio de la Bahía de Jervis (Australia). La base HMAS Creswell, de la Armada Real Australiana, se encuentra en la ciudad. Aparte de la base naval existe una comunidad aborigen en la localidad. Es la ciudad más grande del Territorio de la Bahía de Jervis, con 250 habitantes (seguido de Wreck Bay Village con 215).

## Historia
El Parlamento australiano seleccionó el sitio de Capitán Point, Jervis Bay, para el Colegio Naval Real de Australia el 7 de noviembre de 1911. La construcción de los principales edificios de la universidad se completó en 1915 y las primeras dos entradas de guardiamarinas cadete pasado de la universidad temporal en Geelong en 10 de febrero de 1915.